# William Hauber
Pour les articles homonymes, voir Hauber.
William Hauber, né le 20 mai 1891 à Brownsville (Minnesota) et mort le 17 juillet 1929 à Reseda (Californie), est un acteur et cascadeur américain du cinéma muet. 
Débutant en 1913 chez Mack Sennett, il intègre les Keystone Cops, jouant dans plus de 60 courts-métrages comiques, souvent non crédité, comme Mabel en soirée (1913), Charlot fait du cinéma (1914) et Charlot garçon de café (1914). 
Il collabore pendant dix ans avec Larry Semon, apparaissant dans des films comme Kid Speed (1924, shérif Phil O’Delfa) et effectuant des cascades pour The Wizard of Oz (1925). Marié à Myrtle E. Crosthwaite, avec un fils, il décède à 38 ans dans un accident d’avion lors du repérage d’une cascade pour The Aviator (1929). Il est inhumé au cimetière Forest Lawn à Glendale, Californie.

## Filmographie

### Keystone Film Company
- 1913 : Mabel en soirée de Mack Sennett (CM) : client de la boulangerie/un invité (comme Bill Hauber)
- 1913 : The Man Next Door de Mack Sennett (CM) : Cop (non crédité)
- 1913 : The Chief's Predicament de Mack Sennett (CM) : Cop (non crédité)
- 1913 : A Life in the Balance de Mack Sennett (CM) : Cop in Station (non crédité)
- 1913 : A Fishy Affair de Mack Sennett (CM) : 1st Cop
- 1913 : Le Jazz de Mabel (That Ragtime Band) de Mack Sennett (CM) : Man in Audience (non crédité)
- 1913 : Their First Execution de Mack Sennett (CM) : Figuration (non crédité)
- 1913 : Toplitsky and Company de Henry Lehrman (CM) : Bath House Customer (non crédité)
- 1913 : Fatty et le Voleur (The Gangsters) de Henry Lehrman (CM) : Cop (non crédité)
- 1913 : Barney Oldfield's Race for a Life de Mack Sennett (CM) : Villager/Cop (non crédité)
- 1913 : Peeping Pete de Mack Sennett (CM) : Villager (non crédité)
- 1913 : A Bandit de Mack Sennett (CM) : Villager (non crédité)
- 1913 : Rastus and the Game Cock de Mack Sennett (CM) : Owner of Champion Cock
- 1913 : Love and Rubbish de Henry Lehrman (CM) : 2nd policier
- 1913 : Mabel au fond de l'eau (A Noise from the Deep) de Mack Sennett (CM) : figuration (non crédité)
- 1913 : The Riot (en) de Mack Sennett (CM) : Rioter/Cop (non crédité)
- 1913 : Fatty pilote de course (en) (Fatty's Day Off) de Wilfred Lucas (CM) : un policier
- 1913 : Mabel fait du cinéma (Mabel's Dramatic Career) de Mack Sennett (CM) : le cameraman/le projectionniste (non crédité)
- 1913 : The Fatal Taxicab de Mack Sennett (CM) : un policier
- 1913 : Mother's Boy de Henry Lehrman (CM) : Mug (non crédité)
- 1913 : A Healthy Neighborhood de Mack Sennett (CM) : l'assistant du Dr. Noodles
- 1913 : Un mariage bien tranquille (en) (A Quiet Little Wedding) de Wilfred Lucas (CM) : un invité à la noce (non crédité)
- 1913 : A Muddy Romance de Mack Sennett (CM) : Cop at Call Box
- 1913 : Fatty policeman (Fatty Joins the Force) de George Nichols (CM) : le policier à la gare (non crédité)
- 1913 : Cohen Saves the Flag (en) de Mack Sennett (CM) : un soldat (non crédité)
- 1913 : The Gusher de Mack Sennett (CM) : un client/un policier (non crédité)
- 1913 : Les Flirts de Fatty (en) (Fatty's Flirtation) de George Nichols (CM) : figuration (non confirmé) (non crédité)
- 1913 : A Bad Game de Mack Sennett (CM) : le moustachu au parc (non crédité)
- 1913 : Zuzu, the Band Leader de Mack Sennett (CM) : le tromboniste
- 1914 : Love and Dynamite de Mack Sennett (CM) : le policier
- 1914 : A Flirt's Mistake de George Nichols (CM) : le policier moustachu (non crédité)
- 1914 : L'Étrange Aventure de Mabel (Mabel's Strange Predicament) de Mabel Normand (CM) : un client (non crédité)
- 1914 : La Course au voleur (A Thief Catcher) de Ford Sterling (CM) : un policier (non crédité)
- 1914 : Charlot fait du cinéma (A film Johnnie) de George Nichols (CM) : un spectateur (non crédité)
- 1914 : A False Beauty de Ford Sterling : 1st Abductor
- 1914 : Charlot danseur (Tango Tangles) de Mack Sennett (CM) : le flutiste (non crédité)
- 1914 : Charlot entre le bar et l'amour (His Favourite Pastime) de George Nichols (CM) un client/un serviteur (non crédité)
- 1914 : Charlot marquis (Cruel, Cruel Love) de George Nichols (CM) Gardener (non crédité)
- 1914 : Chicken Chaser (en) de Roscoe Arbuckle (CM) : un policier
- 1914 : Mabel au volant (Mabel at the Wheel) de Mabel Normand et Mack Sennett (CM) : le copilote de Mabel
- 1914 : Charlot garçon de café (Caught in a Cabaret) de Mabel Normand (CM) : Mugger in Park (non crédité)
- 1914 : Fatty sauve son chien (en) (The Water Dog) de Roscoe Arbuckle (CM) : le fiancé de la nurse
- 1914 : Le Flirt de Mabel (Her Friend The Bandit) de Mabel Normand et Charles Chaplin (CM) (non crédité)
- 1914 : Charlot garde-malade (His New Profession) de Charles Chaplin (CM) : le policier qui fume (non crédité)
- 1914 : Charlot et Fatty font la bombe (The Rounders) de Charles Chaplin (CM) : un serveur (non crédité)
- 1914 : Charlot rival d'amour (Those Love Pangs) de Charles Chaplin (CM) Movie Patron (non crédité)
- 1914 : Zip, the Dodger (en) de Roscoe Arbuckle (CM)
- 1914 : Charlot et Mabel aux courses (Gentlemen of Nerve) de Charles Chaplin (CM) : un spectateur (non crédité)
- 1914 : Charlot déménageur (His Musical Career) de Charles Chaplin (CM) : un serviteur (non crédité)
- 1914 : Le Roman comique de Charlot et Lolotte (Tillie's Punctured Romance) de Mack Sennett : un serviteur/un policier (non crédité)
- 1915 : Love in Armor de Nick Cogley (CM) Crook
- 1915 : Love, Loot and Crash de Mack Sennett (CM) (as W.C. Hauber)
- 1915 : A Rascal's Foolish Way de F. Richard Jones (CM)
- 1915 : A Game Old Knight de F. Richard Jones (CM)
- 1916 The Village Vampire de Edwin Frazee (CM)
- 1916 : An Oily Scoundrel de Edwin Frazee (CM)

### Fox Film Corporation
- 1917 Social Pirates de Walter C. Reed (CM) (comme Bill Hauber)
- 1917 : Her Father's Station de Edwin Frazee (CM)
- 1917 : An Aerial Joy Ride de Charles Reed (CM)

### Aux côtés de Larry Semon
- 1918 : Boodle and Bandits de Larry Semon (CM)
- 1918 : Hindoos and Hazards de Larry Semon (CM) : un hindou
- 1918 : Dunces and Dangers de Larry Semon (CM)
- 1918 : Huns and Hyphens de Larry Semon (CM) : le serveur (comme Bill Hauber)
- 1918 : Bears and Bad Men de Larry Semon (CM)
- 1918 : Frauds and Frenzies de Larry Semon (CM) : un gardien de prison (comme Bill Hauber)
- 1918 : Humbugs and Husbands de Larry Semon (CM)
- 1918 : Pluck and Plotters de Larry Semon (CM) : un gangster
- 1919 Traps and Tangles de Larry Semon (CM) : un gangster
- 1919 : Scamps and Scandals de Larry Semon (CM) : un policier
- 1919 : Well, I'll Be de Larry Semon (CM) A Crook
- 1919 : Passing the Buck de Larry Semon (CM) : un hindou
- 1919 : His Home Sweet Home de Larry Semon (CM) : un policier
- 1919 : Dull Care de Larry Semon (CM) : Chief Crook (comme Bill Hauber)
- 1919 : Dew Drop Inn de Larry Semon (CM) : un contrebandier
- 1919 : The Grocery Clerk de Larry Semon (CM) (comme Bill Hauber)
- 1920 : The Fly Cop de Larry Semon et Mort Peebles (CM) A Crook
- 1920 : Solid Concrete de Larry Semon (CM)
- 1920 : Zigoto garçon de théâtre (The Stage Hand) de Larry Semon et Norman Taurog (CM)
- 1920 : The Suitor de Larry Semon et Norman Taurog (CM) : le chef
- 1921 : The Sportsman de Larry Semon et Norman Taurog (CM) : le garde du corps
- 1921 : The Hick de Larry Semon et Norman Taurog (CM)
- 1921 : The Bakery de Larry Semon et Norman Taurog (CM) : le rival (comme Bill Hauber)
- 1921 : The Rent Collector de Larry Semon et Norman Taurog (CM) figuration (non crédité)
- 1921 : The Fall Guy de Larry Semon et Norman Taurog (CM) (comme Bill Hauber)
- 1921 : The Bell Hop de Larry Semon et Norman Taurog (CM) : le détective de l'hôtel et doublure de Larry Semon
- 1922 : The Sawmill de Larry Semon (CM) : figuration et doublure de Larry Semon
- 1922 : The Show de Larry Semon et Norman Taurog (CM) : figuration et doublure de Larry Semon (comme Bill Hauber)
- 1922 : A Pair of Kings de Larry Semon et Norman Taurog (CM) Figuration (non crédité)
- 1922 : Golf de Larry Semon et Tom Buckingham (CM) : Mr. Dub
- 1922 : The Agent (en) de Larry Semon et Tom Buckingham (CM)
- 1922 : The Counter Jumper de Larry Semon (CM) : figuration (non crédité)
- 1923 : The Barnyard de Larry Semon (CM)
- 1923 : The Midnight Cabaret de Larry Semon (CM)
- 1923 : The Gown Shop de Larry Semon (CM) (comme Bill Hauber)
- 1923 : Lightning Love de Larry Semon et James D. Davis (CM)
- 1924 : Trouble Brewing de Larry Semon et James D. Davis (CM)
- 1924 : Her Boy Friend de Larry Semon et Noel M. Smith (CM) : figuration et doublure de Dorothy Dwan (comme Bill Hauber)
- 1924 : Kid Speed de Larry Semon et Noel M. Smith (CM) : le shérif Phil O'Delfa (comme Bill Hauber)
- 1925 : Le Sorcier d'Oz (The Wizard of Oz) de Larry Semon : figuration et doublure de Larry Semon & Dorothy Dwan

### Warner Bros. Pictures
- 1926 : Tub Cleaners de Rob Mongrel (CM) : le chauffeur de camion
- 1928 : Taxi de minuit (The Midnight Taxi) de John G. Adolfi : Squint
- 1929 : The Aviator de Roy Del Ruth : cascade et doublure